# Idiokracja (film)

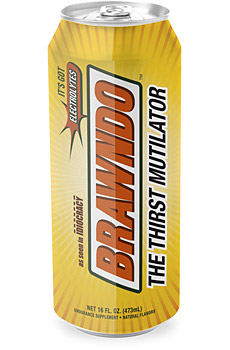
Puszka "Brawndo", komercyjnego płynu używanego w filmie do nawadniania roślin.

Idiokracja (ang. Idiocracy) – amerykański film science fiction z 2006 roku w reżyserii Mike’a Judge’a.

## Obsada
- Luke Wilson – Joe Bauers (szeregowy)
- Maya Rudolph – Rita (prostytutka)
- Dax Shepard – Frito (obywatel z przyszłości)
- Terry Crews – Dwayne Elizondo Mountain Dew Herbert Camacho (Prezydent)
- Anthony Campos – Sekretarz Obrony Narodowej
- Thomas Haden Church – dyrektor generalny Brawndo Corporation
- Sara Rue – adwokat
- Andrew Wilson – Beef Supreme
- Scarface – Upgrayedd
- Darlene Hunt – żona yuppie
- Justin Long – doktor

## Fabuła
W 2005 roku wojskowi oficerowie rozpoczęli badania nad możliwością wprowadzenia zdrowych, wyszkolonych żołnierzy w stan hibernacji. W stanie zamrożenia mieli oni przeczekać do czasu wybuchu konfliktu zbrojnego. W ramach jednego z końcowych eksperymentów zahibernowano szeregowego Joego Bowersa oraz prostytutkę Ritę, osoby o przeciętnym ilorazie inteligencji i nieposiadające bliskich krewnych. Zgodnie z planem mieli oni zostać wybudzeni po roku, jednakże po kilku miesiącach od rozpoczęcia projektu oficer koordynujący projekt został aresztowany. Eksperyment, pozbawiony zwierzchnictwa, popadł w zapomnienie.
W stanie hibernacji Joe oraz Rita przetrwali do roku 2505. Świat, który zastali, różnił się od znanego im z czasów sprzed eksperymentu tak bardzo, że nie mieli oni pojęcia, jak się w nim odnaleźć. Język angielski w społeczeństwie uległ degradacji do tego stopnia, że komunikacja z mieszkańcami była praktycznie niemożliwa. Joe z przerażeniem odkrył wykres średniego ilorazu inteligencji społeczeństwa, który wykazał chroniczny i konsekwentny spadek przez ostatnie 500 lat. Doszło do tego, że ludzie nie potrafili dodawać lub odejmować najprostszych liczb ani wysławiać się sensownie. Bohaterowie załamali się, gdy zauważyli rozpadające się mosty, drogi, budynki – nikt nie umiał ich skutecznie budować. Monopol globalnej korporacji spowodował całkowite zastąpienie wody napojem izotonicznym. Pola uprawne nawadniane słodzonym napojem nie były w stanie wydawać plonów. Mimo że wciąż istniały maszyny sterowane komputerami i odgrywały bardzo istotną rolę, były one źle zaprogramowane, często nie pracowały zgodnie z zamierzeniem, notorycznie psuły się. Jedyną rzeczą, jaką lubił każdy, były pieniądze, a głównym zajęciem społeczeństwa (a także jedynym, które ludzie potrafili dobrze wykonywać) stała się pornografia. Ona też była wszechobecna w telewizji i w kinie. Rozrywkowe programy polegały na kopaniu się w jądra, a „filmem” stały się wyświetlane na ekranie przez określony czas pośladki. Prezenterzy telewizyjni występowali w skąpych strojach. Prezydent ówczesnych Stanów Zjednoczonych o imieniu Camacho był gwiazdorem filmów pornograficznych, a jego przemówienia były wygłaszane w sposób nastawiony na sensację i owacje, bez większej wartości merytorycznej. Każdy obywatel miał wytatuowany specjalny kod kreskowy, który jednoznacznie identyfikował go we wszelkich systemach komputerowych. Brak takiego kodu skutkował wyrokiem więzienia. Spotkało to Joe, ale ten, korzystając z głupoty strażników, szybko uciekł.
Po zrozumieniu zastanej sytuacji Joe i Rita próbowali nawiązać kontakt z ludnością, jednocześnie dążąc do odnalezienia wehikułu czasu. Joe został najinteligentniejszym człowiekiem na Ziemi, dzięki czemu prezydent mianował go ministrem. Miał on rozwiązać wszelkie problemy. Stwierdził, że rośliny odrosną po zastąpieniu napoju energetycznego wodą. Przez zdeprecjonowanie producenta napoju energetycznego ledwo uszedł z życiem. Okazało się bowiem, że gdy ów producent zbankrutował, niemal wszyscy stracili pracę. Jednak Joe zdobył zaufanie, kiedy rośliny odrosły. Wtedy też został awansowany na wiceprezydenta. Po wielu trudnościach odnalazł w końcu wehikuł czasu, o którym mu opowiedziano. Niestety, była to nazwa krótkiej wycieczki prezentującej znaną w społeczeństwie historię. Utknęli więc w przyszłości, w świecie bez perspektyw i bez możliwości powrotu. Jednak ułożyli sobie wspólnie życie. Rita zaczęła uczyć się malowania, a Joe – korzystając z wysokiego stanowiska i ogromnego poparcia ludzi – rozpoczął serię działań mających wyedukować społeczeństwo. Ich dzieci były najmądrzejszymi na całym świecie.

## Nagrody i wyróżnienia
- 2007 – nominacja do Teen Choice Awards: w kategorii Choice Movie – Breakout Male (Justin Long)[1]